# Петербургский троллейбусный завод
Петербу́ргский тролле́йбусный заво́д — завод в Санкт-Петербурге, занимающийся в основном ремонтом использующегося в Санкт-Петербурге подвижного состава и изготовлением служебных машин и спецоборудования.

## История
Своё начало троллейбусный завод брал в одном из цехов вагоноремонтного завода. В середине XX века для ремонта троллейбусов на ВАРЗе был организован троллейбусный участок, просуществовавший до переезда в 1940 году ВАРЗА в новое здание. Все ремонтные заводы стали осуществляться в троллейбусном парке, где был построен дополнительный цех ремонта машин.
1 мая 1948 года на территории завода «Автозапчасть» был открыт троллейбусный завод. 15 мая 1948 года для ремонта поступили первые десять троллейбусов «ЯТБ».
Вплоть до 1960 года продолжалась реконструкция завода, который был открыт фактически до окончания постройки. К производственному циклу были подключены корпуса литейного цеха, малярный участок и склад. Был организован выпуск грузовых троллейкаров, автовышек для ремонтников-контактников, троллейбусных прицепов, а также такая специфическая продукция как барабаны для моечных машин, техника для очистки стрелочных переводов, кондукторские сумки, а впоследствии и кассы и компостеры для бескондукторного обслуживания.